# Kraljevo Selo
Kraljevo Selo – wieś w Chorwacji, w żupanii karlowackiej, w gminie Bosiljevo. W 2011 roku liczyła 2 mieszkańców.